# Anneliese Römer
Annelise Römer (Lipsia, 24 giugno 1922 – Berlino, 25 novembre 2003) è stata un'attrice e doppiatrice tedesca.
Sposata all'attore e regista tedesco Harry Meyen, oggi riposa al cimitero Dahlem di Berlino.

## Biografia
Si è formata presso la Westphalian Drama School di Bochum con Saladin Schmitt. Nel 1939 fece il suo debutto come Hermia in Sogno di una notte di mezza estate allo Schauspielhaus di Bochum. L'attrice è stata vista raramente al cinema o in televisione. Nel 1948 apparve davanti alla telecamera insieme a Heinz Rühmann in Il signore dell'altra stella, diretto da Heinz Hilpert. Nel 1987 ha recitato nella serie di mistero in sei parti Die Insel. Occasionalmente, ha lavorato anche come doppiatrice. Anneliese Römer è stata sposata con l'attore e regista Harry Meyen (pseudonimo di Harald Haubenstock) dal 1953 fino al divorzio nel 1966. La sua tomba si trova a Berlino, nel cimitero di Dahlem.

## Filmografia
- Das Hochzeitshotel, 1943/1944
- Schauspielschule, 1944
- Der Herr vom andern Stern, 1948
- Undine, 1955
- Ein Mädchen aus Flandern, 1955/1956
- Thérèse Raquin, 1956
- Die Nacht in Zaandam, 1960
- Rasputin, 1966
- Ist er gut? Ist er böse?, 1967
- Ein Mann namens Harry Brent, 1967
- O. Szenengespräche, 1970
- Krebsstation, 1970
- Im Schillingshof, 1973
- Ich möchte fliehen, 1980
- Deutschlandlied, 1994/1995